# ANTELSAT
ANTELSAT è stato il primo satellite uruguaiano.
Il satellite, del tipo CubeSat, è stato lanciato il 19 luglio 2014 dal cosmodromo di Dombarovskij con un razzo vettore Dnepr ed è stato posto in orbita eliosincrona.
ANTELSAT è stato realizzato dalla Facoltà di ingegneria dell'Università della Repubblica di Montevideo con lo scopo di incrementare le capacità del Paese in ingegneria delle telecomunicazioni e ingegneria aerospaziale, promuovere l'interesse degli studenti per le discipline STEM, rilevare immagini utili per l'agricoltura e fornire servizi ai radioamatori. ANTELSAT aveva a bordo due telecamere (una nel visibile e una nell’infrarosso) per il rilevamento di immagini terrestri e alcune attrezzature per comunicazioni con i radioamatori, tra cui un radiofaro, un transponder e un sistema di trasmissione televisiva a scansione lenta (SSTV).
Il satellite è stato operativo fino all'aprile 2015.